# Atak w Kongsbergu
Atak w Kongsbergu – atak z użyciem łuku sportowego i strzał, który miał miejsce 13 października 2021 roku w Kongsbergu na przedmieściach Oslo w Norwegii, kiedy mężczyzna zaczął strzelać do ludzi w supermarkecie. W ataku zginęło 5 osób, a 3 osoby zostały ranne.

## Przebieg
Policja dostała pierwsze zgłoszenia mówiące o ataku o godz. 18:12 i przybyła na miejsce zdarzenia gdzie sprawca miał strzelać z łuku i zabijać przy jego użyciu. Sprawca zdołał wymknąć się policji i kontynuował atak w okolicach supermarketu, w którym najpierw dokonał ataku. Sprawca zastrzelił 5 osób oraz 3 ranił i był to największy tego rodzaju atak w Norwegii od czasu zamachów w Oslo i na wyspie Utoya z 2011 roku, które zarazem były największym atakiem jednego człowieka z bronią w historii.

## Ofiary ataku
W ataku zginęło 5 osób i 3 inne zostały ranne. Ranni odnieśli obrażenia, które były poważne, ale równocześnie nie zagrażały ich życiu; jedną z osób rannych był policjant trafiony przez sprawcę strzałą. Każda z osób zabitych została według informacji policji zabita w innej lokalizacji, w rejonie supermarketu.

## Śledztwo
Policja norweska wszczęła dochodzenie w sprawie możliwego ataku o charakterze terrorystycznym i według wstępnych ustaleń potwierdzono, że sprawca potencjalnie mógł się kierować radykalnymi ideami.

## Sprawca
Sprawcą ataku był 37-letni Espen Bråthen – według policji działał on samotnie. Urodził się w Norwegii jako syn Norwega i Dunki. Sprawca prawdopodobnie cierpiał na zaburzenia psychiczne i kilka lat wcześniej miał się zafascynować islamem, a policja kilkakrotnie kontaktowała się z nim w obawie o to, że potencjalnie był zradykalizowany – osoba z rodziny sprawcy odrzuciła w jednym z wywiadów wersję o islamskim zamachu terrorystycznym i stwierdziła, że sprawca był bardzo poważnie chory psychicznie.